# Aussou
Der Aussou ist ein kleiner Fluss in Frankreich, der im Département Aude in der Region Okzitanien verläuft. Er entspringt unter dem Namen Ruisseau du Saut im Gemeindegebiet von Thézan-des-Corbières, entwässert generell Richtung Nordnordost durch den Regionalen Naturpark Narbonnaise en Méditerranée und mündet nach rund 17 Kilometern im Gemeindegebiet von Ornaisons als rechter Nebenfluss in den Orbieu. In seinem Unterlauf quert der Aussou die Autobahn A61.

## Orte am Fluss
(Reihenfolge in Fließrichtung)
- Le Saut, Gemeinde Thézan-des-Corbières
- Montséret
- Saint-Jean de la Gineste, Gemeinde Saint-André-de-Roquelongue
- Sainte-Lucie d’Aussou, Gemeinde Boutenac
- La Clause, Gemeinde Bizanet
- Ornaisons